# Zotalemimon fossulata
Zotalemimon fossulata là một loài bọ cánh cứng trong họ Cerambycidae.